# Galo Pinto
Galo Pinto (* Guayaquil, Provincia del Guayas, Ecuador, 15 de abril de 1942) fue un futbolista ecuatoriano que jugaba de puntero derecho.
Su hermano mayor fue Daniel "Pata de Chivo" Pinto.

## Trayectoria
Galo Pinto era un insider y tenía un temible remate.
Quedó goleador del Campeonato Ecuatoriano de Fútbol 1961 con 12 goles y tercer goleador del Campeonato Ecuatoriano de Fútbol 1962 con 5 goles, detrás de Iris de Barcelona con 9 goles y de Horacio Romero de Everest con 8 goles.
El 13 de enero de 1963 anotó el gol del empate 1-1 con Barcelona, con lo cual, Everest conquistó el Campeonato Nacional de 1962. 
Inició su carrera en el Everest de Guayaquil y quedó campeón en 1962, por primera y única vez en la historia del club. Ese mismo año reforzó al Emelec en la Copa Libertadores de 1962.
En 1963 jugó la Copa Libertadores por el Everest.

## Clubes
| Club    | País    | Año                      |
| ------- | ------- | ------------------------ |
| Everest | Ecuador | 1960-                    |
| Emelec  | Ecuador | 1962 (Copa Libertadores) |

## Palmarés

### Campeonatos nacionales
| Título                  | Club    | País    | Año  |
| ----------------------- | ------- | ------- | ---- |
| Campeonato de Guayaquil | Everest | Ecuador | 1960 |
| Campeonato Ecuatoriano  | Everest | Ecuador | 1962 |

### Distinciones individuales
| Distinción                        | Club    | País    | Año  | Goles |
| --------------------------------- | ------- | ------- | ---- | ----- |
| Goleador de la Serie A de Ecuador | Everest | Ecuador | 1961 | 12    |